# Burganes de Valverde
Burganes de Valverde és un municipi de la província de Zamora a la comunitat autònoma de Castella i Lleó.

## Demografia
| 1991 | 1996 | 2001 | 2004 |
| ---- | ---- | ---- | ---- |
| 907  | 927  | 867  | 859  |